# Gōshi Hosono
Pour les articles homonymes, voir Hosono.
Gōshi Hosono (細野 豪志, Hosono Gōshi), né le 21 août 1971 à Ayabe, mais originaire d'Ōmihachiman, est un homme politique japonais.
Il est ministre de l'Environnement du Japon entre le 2 septembre 2011 et 1er octobre 2012, dans le gouvernement Noda.
Membre du Parti démocrate, il est député. Il rejoint à sa création Kibō no tō, parti politique fondé le 25 septembre 2017 par la gouverneure de Tokyo, Yuriko Koike.